# Mariscal de França

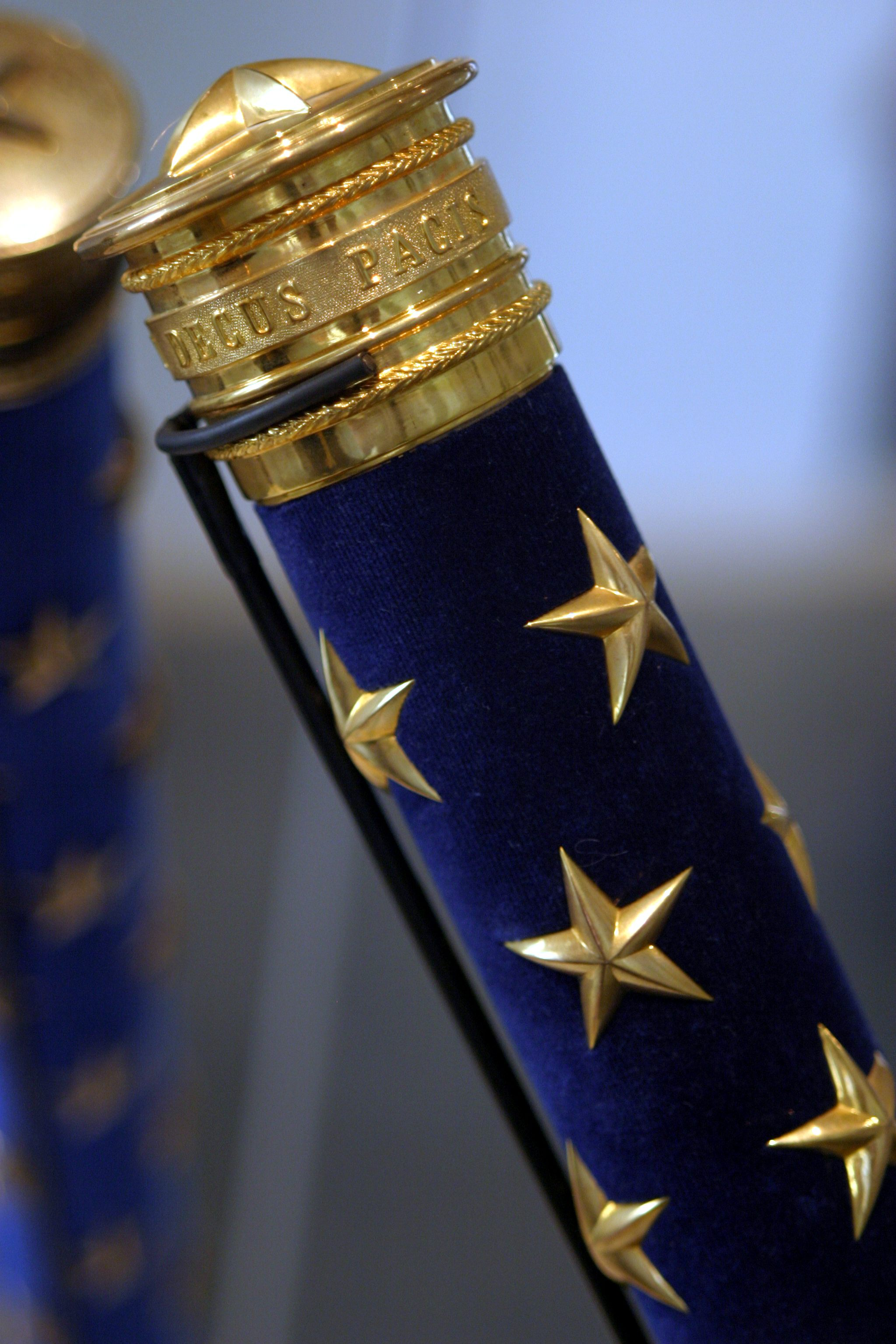
El bastó de mariscal de França.

El títol de mariscal de França és la més alta distinció militar francesa. Tant el grau de mariscal de França, com el d'almirall de França – el seu equivalent pels marins – constitueix una dignitat d'Estat.
Un Mariscal de França llueix 7 estrelles, així com el bastó de mariscal, actualment, un cilindre blau amb estrelles, (durant la monarquia eren Flors de lis i durant el Primer Imperi eren àligues). Té la inscripció llatina Terror belli, decus pacis (terror en la guerra, ornament en la pau).
En els períodes estudiats, França n'ha pogut tenir 329. A sis d'ells se'ls concedí el rang encara més elevat de Mariscal General de França: Biron, Lesdiguières, Turenne, Villars, Saxe i Soult.

## Època monàrquica

Galó de Mariscal de França

Mariscal de França és un terme format a partir del de mariscal. El títol de mariscal de França fou creat per Felip August, vers 1190, per a Albéric Clément.
El segle següent, la seva funció esdevé un dels grans càrrecs de la Corona, designant un comandament militar, subordinat al conestable. Després de l'abolició del càrrec de conestable per Richelieu el 1624, els mariscals esdevenen els caps suprems de l'exèrcit. Alguna vegada, el rei crearà la distinció de "mariscal general dels camps i exèrcits del rei", que atorgarà als més prestigiosos dels seus mariscals.
A més de les seves funcions militars, els mariscals tenien la responsabilitat de mantenir l'ordre a les zones rurals, mitjançant els anomenats "prévôts" dels mariscals. Aquest és l'origen de la paraula "maréchaussée" que hom dona a vegades a les gendarmeries.
El 1791, data d'abolició d'aquest càrrec, hi havia hagut 257 mariscals de França.

## Els Capets

### Sis mariscals sota Felip II de França, del 1180 al 1223
- Albéric Clément, (? - † 1191), primer mariscal de França el 1190
- Guillaume de Bournel, (? - † 1195), mariscal de França el 1192
- Nivelon d'Arras, (? - † 1204), mariscal de França el 1202
- Henri I Clément, dit el "Petit maréchal" », senyor de Mez i d'Argentan (1170 - † 1214), mariscal de França el 1204
- Jean III Clément, senyor de Mez i d'Argentan (? † 1262), mariscal de França el 1214
- Guillaume de La Tournelle, (? - † ?), mariscal de França el 1220

### Vuit mariscals sota Lluís IX de França, de 1226 al 1270
- Ferry Pasté, senyor de Challeranges (? - † 1247), mariscal de França el 1240
- Jean Guillaume de Beaumont, (? - † 1257), mariscal de França el 1250
- Gauthier III de Nemours, senyor de Nemours (? - † 1270), mariscal de França el 1257
- Henri II Clément, senyor de Mez i d'Argentan (? - † 1265), mariscal de França el 1262
- Héric de Beaujeu, (? - † 1270), mariscal de França el 1265
- Renaud de Précigny, (? - † 1270), mariscal de França el 1265
- Raoul II Sores, dit "d'Estrée" (? - † 1282), mariscal de França el 1270
- Lancelot de Saint-Maard, (? - † 1278), mariscal de França el 1270

### Quatre mariscals sota Felip III de França, de 1270 a 1285
- Ferry de Verneuil, (? - † 1283), Mariscal de França el 1272
- Guillaume V du Bec Crespin, (? - † 1283), Mariscal de França el 1283
- Jean II d'Harcourt, "le Preux", vescomte de Châtellerault, sire d'Harcourt, (? - † 1302), Mariscal de França el 1283
- Raoul V Le Flamenc, (? - † 1287), Mariscal de França el 1285

### Sis mariscals sota Felip IV de França, de 1285 a 1314
- Jean de Varennes, (? - † 1292), Mariscal de França el 1288
- Simon de Melun, sire de la Loupe i de Marcheville (? † 1302), Mariscal de França el 1290
- Guy I de Clermont de Nesle, (? - † 1302), mariscal de França el 1292
- Foulques de Merle, dit "Foucaud", (? - † 1314), Mariscal de França el 1302
- Miles X de Noyers, (? - † 1350), Mariscal de França el 1302
- Jean de Corbeil, senyor de Grez (? - † 1318), Mariscal de França el 1308

### Un mariscal sota Lluís X de França, de 1314 al 1316
- Jean IV de Beaumont, dit "le Déramé" (? - † 1318), Mariscal de França el 1315

### Tres mariscals sota Felip V de França, de 1316 al 1322
- Mathieu de Trie, (? - † 1344), Mariscal de França el 1318
- Jean II des Barres, (? - † ?), Mariscal de França el 1318
- Bernard VI de Moreuil, senyor de Moreuil (? - † 1350), Mariscal de França el 1322

### Un mariscal sota Carles IV de França, de 1322 al 1328
- Robert VIII Bertrand de Bricquebec, baró de Briquebec, vescomte de Roncheville (1285 - †1348), Mariscal de França el 1325

## Els Valois

### Cinc mariscals sota Felip VI de França, de 1328 al 1350
- Anseau de Joinville, (1265-1343), Mariscal de França el 1339
- Charles de Montmorency, sire de Montmorency (1325-1381), Mariscal de França el 1344
- Robert de Waurin, senyor de Saint-Venant († 1360), Mariscal de França el 1344
- Guy II de Nesle, senyor d'Offémont i de Mello († 1352), Mariscal de França el 1345
- Édouard de Beaujeu, (1316-1351), senyor de Châteauneuf, Mariscal de França el 1347

### Quatre mariscals sota Joan II de França, de 1350 al 1364
- Arnoul d'Audrehem, sire d'Audeneham († 1370), Mariscal de França el 1351
- Rogues de Hangest, senyor d'Avesnecourt († 1352), Mariscal de França el 1352
- Jean de Clermont, senyor de Chantilly i de Beaumont († 1356), Mariscal de França el 1352
- Jean Ier Le Meingre dit Boucicaut, àlies Le Brave (1310-1367), Mariscal de França el 1356

### Dos mariscals sota Carles V de França, de 1364 al 1380
- Jean IV de Mauquenchy, sire de Blainville († 1391), Mariscal de França el 1368
- Louis de Sancerre, comte de Sancerre (1342-1402), Mariscal de França el 1369

### Nou mariscals sota Carles VI de França, de 1380 al 1422
- Jean II Le Meingre dit Boucicaut, (1366-1421), Mariscal de França el 1391
- Jean II de Rieux, senyor de Rochefort i de Rieux (1342-1417), Mariscal de França el 1397
- Pierre de Rieux, senyor de Rochefort i de Rieux (1389-1439), Mariscal de França el 1417
- Claude de Beauvoir, senyor de Chastellux i vescomte d'Avallon (1385-1453), Mariscal de França el 1418
- Jean de Villiers de L'Isle-Adam, (1384-1437), Mariscal de França el 1418
- Jacques de Montberon, seigneur d'Engoumois († 1422), Mariscal de França el 1418
- Gilbert Motier de La Fayette, (1396-1464), Mariscal de França el 1421
- Antoine de Vergy, († 1439), Mariscal de França el 1422
- Jean de La Baume, comte de Montrevel-en-Bresse († 1435), Mariscal de França el 1422

### Sis mariscals sota Carles VII de França, de 1422 al 1461
- Gilbert Motier de La Fayette, nomenat Mariscal de França el 20 de maig del 1421, després de la batalla de Baugé, pel futur Carles VII
- Amaury de Séverac, senyor de Beaucaire i de Chaude-Aigues († 1427), Mariscal de França el 1424
- Jean de Brosse, baró de Boussac i de Sainte-Sévère (1375 † 1433), Mariscal de França el 1426
- Gilles de Laval-Montmorency, "Maréchal de Rais", senyor d'Ingrande i de Champtocé, (1404 † 25/10/1440), Mariscal de França el 1429
- André de Lohéac, seigneur de Lohéac et de Retz (1408 † 1486), Mariscal de França el 1439
- Philippe de Culant, senyor de Jaloignes, de la Croisette, de Saint-Armand i de Chalais († 1454), Mariscal de França el 1441
- Jean Poton de Xaintrailles, senescal de Limousin (1390 † 1461), Mariscal de França el 1454

### Quatre mariscals sota Louis XI de França, de 1461 al 1483
- Joachim Rouhault de Gamaches, seigneur de Boismenard († 1478), Mariscal de França el 1461
- Jean de Lescun, dit "le Bâtard d'Armagnac", comte de Comminges († 1473), Mariscal de França el 1461
- Wolfart VI Van Borselleen, senyor de Vère a Holanda i comte de Boucan a Escòcia († 1487), Mariscal de França el 1464
- Pierre de Rohan-Gié, senyor de Rohan (1450-1514), Mariscal de França el 1476

### Dos mariscals sota Carles VIII de França, de 1483 al 1498
- Philippe de Crèvecœur d'Esquerdes, (1418-1494), Mariscal de França el 1486
- Jean de Baudricourt, senyor de Choiseul i batlle de Chaumont († 1499), Mariscal de França el 1486

## Els Valois d'Orléans

### Quatre mariscals sota Lluís XII, de 1498 al 1515
- Jacques de Trivulce (1448-1518), marquès de Vigevano, mariscal de França el 1499
- Charles II d'Amboise de Chaumont (1473-1511), senyor de Chaumont, de Meillan i de Charenton, mariscal de França el 1506
- Odet de Foix de Lautrec (1485-1528), vescomte de Lautrec, mariscal de França el 1511
- Robert Stuart d'Aubigny (1470-1544), comte de Lennox, mariscal de França el 1514

## Els Valois Angoulême

### Onze mariscals creats per Francesc I de França entre 1515 i 1544
- Jacques II de Chabannes, senyor de La Palice († 1525) el 1515
- Gasperd I de Coligny, senyor de Châtillon († 1522) el 1516
- Thomas de Foix-Lescun († 1525) el 1518
- Anne I, duc de Montmorelcy i de Damville (1492-1567) el 1522. Esdevingué conestable de França el 1538
- Théodore de Trivulce (1458-1531) el 1526
- Robert III de La Marck, duc de Bouillon (1491-1537) el 1526
- Claude d'Annebaut (1500-1552) el 1538
- Relé de Montjean el 1538
- Oudard du Biez († 1553) el 1542
- Antoine de Lites-Desprez, senyor de Montpezat el 1544
- Jean Caraccioli, príncep de Melphes (1480-1550) el 1544

### Cinc mariscals creats per Enric II, de 1547 a 1559
- Jacques d'Albon de Saint-André, marquès de Fronsac († 1562)
- Robert IV de La Marck, duc de Bouillon i príncep de Sedan (1520-1556), mariscal de França el 1547
- Charles I de Cossé, comte de Brissac (1505-1563), mariscal de França el 1550
- Pierre Strozzi, (1500-1558), mariscal de França el 1554
- Paul de La Barthe, senyor de Thermes (1482-1558), mariscal de França el 1558

### Un mariscal creat per Francesc II el 1559
- François, duc de Montmorelcy (1520-1563), mariscal de França el 1559

### Set mariscals creats per Carles IX, de 1560 a 1574
- François de Scépeaux,  senyor de Vieilleville, (1509-1571), mariscal de França el 1562
- Imbert de La Platière, senyor de Bourdillon (1524-1567), mariscal de França el 1564
- Henri I de Montmorelcy, senyor de Damville, duc de Montmorelcy, comte de Dammartin i d'Alais, baró de Chateaubriant, senyor de Chantilly i d'Ecouel (1534-1614), mariscal de França el 1566
- Artus de Cossé-Brissac, senyor de Gonnor i comte de Secondigny († 1582), mariscal de França el 1567
- Gasperd de Saulx, senyor de Tavannes (1509-1575), mariscal de França el 1570
- Honorat II de Savoye, marquès de Villars († 1580), mariscal de França el 1571
- Albert de Gondi, duc de Riz (1522-1602), mariscal de França el 1573

### Vuit mariscals creats per Enric III, de 1574 a 1589
- Roger I de Saint Larry, senyor de Bellegarde († 1579), mariscal de França el 1574
- Blaise de Lasseran de Masselcôme, senyor de Montluc (1500-1577), mariscal de França el 1574
- Louis Prévost, baron de Sansac (1496-1576)
- Armand de Gontaut-Biron (1524-1592), mariscal de França el 1577
- Jacques II de Goyon, sire de Matignon i de Lesperre, comte de Thorigny, príncep de Mortagne sur Gironde (1525-1598), mariscal de França el 1579
- Jean VI d'Aumont, baron d'Estrabonne, comte de Châteauroux († 1580), mariscal de França el 1579
- Guillaume de Joyeuse, vicomte de Joyeuse, senyor de Saint-Didier, de Laudun, de Puyvert i d'Arques (1520-1592), mariscal de França el 1582
- Francois Gouffier dit le jeune, marquès des Deffelds, senyor de Crèvecœur, de Bonnivi, de Thois i de Fléchiez († 1594), mariscal de França el 1586

## Els Borbons

### Onze mariscals creats per Enric IV entre 1592 i 1602
- Henri de la Tour d'Auvergne, vicomte de Turelne, puis duc de Bouillon (1555-1623) el 1592
- Charles de Gontaut, duc de Biron (1562-1602) el 1594
- Claude de La Châtre, baró de la Maisonfort (1536-1614) el 1594
- Charles II de Cossé, duc de Brissac (1562-1621), Henri IV lui donna le bâton de mariscal de França
- Jean de Montluc de Balagny, (1560-1603) el 1594
- Jean III de Beaumanoir, marquès de Lavardin i comte de Nègrepelisse (1551-1614) el 1595
- Henri, duc de Joyeuse (1567-1608) el 1595
- Urbain de Montmorelcy-Laval, marquès de Sablé (1557-1629) el 1595
- Alphonse d'Ornano, (1548-1610) el 1597
- Guillaume de Hautemer, comte de Grancey (1537-1613) el 1597
- François de Bonne, duc de Lesdiguières (1543-1626) el 1608

### Trenta-dos mariscals creats per Lluís XIII, entre 1613 a 1643
- Concino Concini, marquès d'Ancre († 1617) el 1613
- Gilles de Courtelvaux, marquès de Souvré (1540-1626) el 1614
- Antoine, baró de Roquelaure (1544-1622) el 1614
- Louis de La Châtre, baró de La Maisonfort († 1630)
- Pons de Lauzières-Thémines-Cardaillac, marquès de Thémines, darrer senyor de Gourdon en Quercy, virrei del Canadà (1553-1627) el 1616
- François de La Grange d'Arquian, senyor de Montigny i de Séry el Berry (1554-1617) el 1616
- Nicolas de L'Hospital, duc de Vitry (1581-1644) el 1617
- Charles de Choiseul-Praslin, marquès de Praslin, (1563-1626) el 1619
- Jean François de La Guiche, comte de La Palice (1569-1632) el 1619
- Honoré d'Albert d'Ailly, duc de Chaulnes (1581-1649) el 1620
- François d'Esperbes de Lussan, vescomte d'Aubierre (1628) el 1620
- Charles de Créquy, príncep de Poix, duc de Lesdiguières (1578-1638) el 1621
- Gasperd III de Coligny, duc de Châtillon (1584-1646) el 1622
- Charles Goyon, sire de Matignon, comte de Thorigny (1564-1648) el 1622
- Jacques de Caumont, duc de La Force (1551-1652) el 1622
- François, marquès de Bassompierre (1579-1646) el 1622
- Henri de Schomberg, comte de Nanteuil (1574-1632) el 1625
- Jean-Baptiste d'Ornano (1581-1626) el 1626
- François Hannibal, duc d'Estrées (v.1573-1670) el 1626
- Timoléon d'Epinay de Saint Luc (1580-1644) el 1627
- Louis de Marillac, comte de Beaumont-le-Roger (1572-1632) el 1629
- Henri II, duc de Montmorelcy i de Damville, almirall de França (1595-1632) el 1630
- Jean de Saint-Bonni, marquès de Toiras (1585-1636) el 1630
- Antoine Coëffier de Ruzé, marquès d'Effiat (1581-1632) el 1631
- Urbain de Maillé, marquès de Brézé (1597-1650) el 1632
- Maximiliel de Béthune, duc de Sully (1560-1641) el 1634
- Charles de Schomberg, duc d'Halluin (1601-1656) el 1637
- Charles de La Porte, marquès de Meilleraye (1602-1664) el 1639
- Antoine III, duc de Gramont (1604-1678) el 1641
- Jean-Baptiste Budes, comte de Guébriant (1602-1643) el 1642
- Philippe de La Mothe-Houdancourt, duc de Cardona (1605-1657) el 1642
- François de l'Hospital, comte de Rosnay (1583-1660) el 1643

### Cinquanta-quatre mariscals creats per Lluís XIV, entre 1643 i 1715
- Henri de La Tour d'Auvergne, vicomte de Turelne (1611-1675) el 1643, mariscal general de les terres i exèrcits del rei el 1660
- Jean, comte de Gassion (1609-1647) el 1643
- César, duc de Choiseul (1598-1675), el 1645
- Josias, comte de Rantzau (1609-1650), el 1645
- Nicolas de Neufville, duc de Villeroy(1597-1685), el 1646
- Gasperd IV de Coligny, duc de Coligny(1620-1649), el 1649
- Antoine d'Aumont de Rochebaron, duc d'Aumont (1601-1669), el 1651
- Jacques d'Étampes, marquès de la Ferté-Imbault (1590-1663), el 1651
- Henri, duc de la Ferté-Selnierre (1600-1681), el 1651
- Charles de Mouchy, marquès d'Hocquincourt (1599-1658), el 1651
- Jacques Rouxel, comte de Grancey (1603-1680), el 1651
- Armand Nomper de Caumont, duc de La Force (1582-1672), el 1652
- Philippe de Clérambault, comte de la Palluau (1606-1665), el 1652
- César Phoebus d'Albri, comte de Miossels (1614-1676), el 1653
- Louis de Foucault de Saint-Germain Beaupré comte du Daugnon (1616-1659), el 1653
- Jean de Schulemberg, comte de Montdejeu (1597-1671), el 1658
- Abraham de Fabert, marquès d'Esternay (1599-1662), el 1658
- Jacques de Mauvisière, marquès de Castelnau (1620-1658), el 1658
- Bernardin Gigault, marquès de Bellefonds (1630-1694), el 1668
- François de Créquy, marquès de Marines (1620-1687), el 1668
- Louis de Crevant, duc d'Humières (1628-1694), el 1668
- Godefroy d'Estrades, comte d'Estrades (1607-1686), el 1675
- Philippe de Montaut-Bénac, duc de Navailles (1619-1684), el 1675
- Armand-Frédéric de Schomberg, duc de Schomberg (1616-1690), el 1675
- Jacques Henri de Durfort, duc de Duras (1625-1704), el 1675
- François d'Aubusson, duc de la Feuillade (1625-1691), el 1675
- Louis Victor de Rochechouart, duc de Mortemart le Mariscal de Vivonne (1636-1688), el 1675
- François-Henri de Montmorency, duc de Piney-Luxembourg (1628-1695), el 1675
- Henri Louis d'Aloigny, marquès de Rochefort (1636-1676), el 1675
- Guy de Durfort, duc de Lorges (1630-1702), el 1676
- Jean II, comte d'Estrées 1624-1707), el 1681
- Claude de Choiseul, marquès de Francières (1632-1711), el 1693
- Jean-Armand de Joyeuse, marquès de Grandpré (1632-1710), el 1693
- François de Neufville, duc de Villeroy (1644-1730), el 1693
- Louis François, duc de Boufflers (1664-1711), el 1693
- Anne Hilarion de Costeltin, comte de Tourville (1642-1701), el 1693
- Anne Jules, duc de Noailles (1650-1708), el 1693
- Nicolas Catinat, senyor de Saint-Graciel le mariscal Catinat (1637-1712), el 1693
- Claude Louis Hector, duc de Villars (1653-1734), mariscal de França el 1702, mariscal general de les terres i exèrcits del rei el 1733
- Noël Bouton, marquès de Chamilly (1636-1715), el 1703
- Victor Marie, duc d'Estrées (1660-1737), el 1703
- François Louis Rousseli, marquès de Château-Relault (1637-1716), el 1703
- Sébastien Le Prestre, marquès de Vauban (1633-1707), el 1703
- Conrad, marquès de Rosel (1628-1715), el 1703
- Nicolas Chalon du Blé, marquès d'Huxelles (1652-1730), el 1703
- Relé de Froulay, comte de Tessé (1651-1725), el 1703
- Camille, duc d'Hostun (1652-1728), el 1703
- Nicolas Auguste de La Baume, marquès de Montrevel (1636-1716), el 1703
- Helry, duc d'Harcourt (1654-1718), mariscal de França el 1703
- Ferdinand, comte de Marcin (1656-1706), el 1703
- Jacques Fitz-James, duc de Fitz-James i de Berwick (1670-1734), el 1706
- Charles Auguste Goÿon, comte de Matignon (1647-1739), el 1708
- Jacques de Bazin, marquès de Bezons (1645-1733), el 1709
- Pierre de Montesquiou, comte d'Artagnan[nota 1] (1645-1725), el 1709

### Quaranta-nou mariscals creats per Lluís XV de 1715 a 1774
- Victor Maurice, comte de Broglie (1646-1727), mariscal de França el 1724
- Antoine Gaston, duc de Roquelaure (1656-1738), mariscal de França el 1724
- Jacques Rouxel, comte de Grancey i de Médavy (1655-1725), mariscal de França el 1724
- Léonor du Maine, comte du Bourg (1655-1739), mariscal de França el 1724
- Yves, marquès d'Alègre (1653-1733), mariscal de França el 1724
- Louis d'Aubusson, duc de la Feuillade (1673-1725), mariscal de França el 1724
- Antoine V, duc de Gramont (1671-1725), mariscal de França el 1724
- Alain Emmanuel, marquès de Coëtlogon (1646-1730), mariscal de França el 1730
- Charles de Gontaut, duc de Biron (1663-1756), mariscal de França el 1734
- Jacques de Chasteli, marquès de Puységur (1656-1743), mariscal de França el 1734
- Claude Bidal, marquès d'Asfeld (1665-1743), mariscal de França el 1734
- Adriel, duc de Noailles (1678-1766), mariscal de França el 1734
- Christian Louis de Montmorelcy-Luxembourg, príncep de Tingry (1713-1787), mariscal de França el 1734
- François Marie, comte puis duc de Broglie (1671-1745), mariscal de França el 1734
- François de Franquiot, duc de Coigny (1670-1759), mariscal de França el 1734
- Charles, duc de Lévis-Charlus (1669-1734), mariscal de França el 1734
- Louis de Brancas de Forcalquier, marquès de Céreste (1671-1750), mariscal de França el 1740
- Louis Auguste d'Albert d'Ailly, duc de Chaulnes (1675-1744), mariscal de França el 1741
- Louis-Armand de Brichanteau, marquès de Nangis (1682-1742), mariscal de França el 1741
- Louis de Gand de Mérode de Montmorelcy, príncep d'Iselghiel (1678-1767), mariscal de França el 1741
- Jean-Baptiste de Durfort, duc de Duras (1684-1778), mariscal de França el 1741
- Jean-Baptiste Desmaris, marquès de Maillebois (1682-1762), mariscal de França el 1741
- Charles Fouqui, duc de Belle-Isle, dit le mariscal de Belle-Isle (1684-1762), mariscal de França el 1741
- Hermann Maurice, comte de Saxe, dit le mariscal de Saxe (1696-1750), mariscal de França el 1741, mariscal general de les terres i exèrcits del rei el 1747
- Jean-Baptiste Andrault, marquès de Maulévrier (1677-1754), mariscal de França el 1745
- Claude Testu, marquès de Balincourt (1680-1770), mariscal de França el 1746
- Philippe Charles, marquès de la Fare (1687-1752), mariscal de França el 1746
- François, duc d'Harcourt (1689-1750), mariscal de França el 1746
- Guy, comte de Montmorelcy-Laval (1677-1751), mariscal de França el 1747
- Gasperd de Clermont-Tonnerre, duc de Clermont-Tonnerre 1688-1781, mariscal de França el 1747
- Louis Charles, marquès de La Mothe-Houdancourt (1687-1755), mariscal de França el 1747
- Ulrich Frédéric Woldemar, comte de Loweldal (1700-1755), mariscal de França el 1747
- Louis du Plessis, duc de Richelieu (1696-1788), mariscal de França el 1748
- Jean de Fay, marquès de la Tour-Maubourg (1684-1764), mariscal de França el 1757
- Louis Antoine de Gontaut-Biron (1701-1788), mariscal de França el 1757
- Daniel François de Gélas de Voisins d'Ambres, vicomte de Lautrec (1686-1762), mariscal de França el 1757
- Charles François Frédéric de Montmorelcy, duc de Piney-Luxembourg (1702-1764), mariscal de França el 1757
- Louis Le Tellier, duc d'Estrées (1695-1771), mariscal de França el 1757
- Jean Charles de la Ferté, marquès de La Ferté-Selnierre (1685-1770), mariscal de França el 1757
- Charles O'Briel de Thomond, Comte de Thomond i de Clare (1699-1761), mariscal de França el 1757
- Gaston de Lévis, duc de Mirepoix (1699-1758), mariscal de França el 1757
- Ladislas Ignace de Berchely, (1689-1778), mariscal de França el 1758
- Hubert de Brielne, comte de Conflans (1690-1777), mariscal de França el 1758
- Louis Georges, marquès de Contades, (1704-1795), mariscal de França el 1758
- Charles de Rohan, príncep de Soubise (1715-1787), mariscal de França el 1758
- Victor-François, duc de Broglie (1718-1804), mariscal de França el 1759
- Guy Michel de Durfort de Lorge, duc de Randan (1704-1773), mariscal de França el 1768
- Louis de Conflans, marquès d'Armeltières (1711-1774), mariscal de França el 1768
- Jean de Cossé, duc de Brissac (1698-1780), mariscal de França el 1768

### Vint-i-un mariscals creats per Lluís XVI, de 1774 a 1791
- Anne Pierre, duc d'Harcourt (1701-1783), mariscal de França el 1775
- Louis, duc de Noailles (1713-1793), mariscal de França el 1775
- Philippe, duc de Mouchy i germà de l'anterior, (1715-1794), mariscal de França el 1775
- Antoine, comte de Nicolaï (1712-1777), mariscal de França el 1775
- Charles, duc de Fitz-James (1712-1787), mariscal de França el 1775
- Philippe, duc de Mouchy (1715-1794), mariscal de França el 1775
- Emmanuel de Durfort, duc de Duras (1715-1789), mariscal de França el 1775
- Louis Nicolas Victor de Félix d'Ollières, comte du Muy (1711-1775), mariscal de França el 1775
- Claude, comte de Saint-Germain (1707-1778), mariscal de França el 1775
- Guy de Montmorelcy, duc de Laval (1723-1798), mariscal de França el 1783
- Augustin, comte de Mailly (1708-1794), mariscal de França el 1783
- Henri Bouchard de Lussan, marquès d'Aubierre (1714-1788), mariscal de França el 1783
- Charles Juste de Beauvau-Craon, príncep de Beauvau (1720-1793), mariscal de França el 1783
- Noël Jourda de Vaux, comte de Vaux (1705-1788), mariscal de França el 1783
- Philippe, marquès de Ségur (1724-1801), mariscal de França el 1783
- Jacques de Choiseul-Stainville, comte de Choiseul (1727-1789), mariscal de França el 1783
- Charles de La Croix, marquès de Castries (1727-1800), mariscal de França el 1783
- Anne Emmanuel, duc de Croÿ (1718-1784), mariscal de França el 1783
- François, duc de Lévis (1719-1787), mariscal de França el 1783
- Nicolas de Luckner, (1722-1794), mariscal de França el 1791
- Jean Marie Donatiel de Vimeur de Rochambeau (1725-1807), mariscal de França el 1791

## Mariscals del Primer Imperi Francès (1804-1814)
Vint-i-sis mariscals va haver-hi al llarg del regnat de Napoleó Bonaparte (1804-1815), durant el Primer Imperi Francès. S'ha donat els noms d'una gran part d'ells a successives ampliacions de l'avinguda de circumval·lació de París anomenada col·loquialment Boulevard des Maréchaus (Bulevard dels Mariscals).
- Louis Alexandre Berthier, Príncep de Neufchatel y de Wagram, Duc de Valegnin. (1753-1815), Mariscal de França l'any 1804

- Joachim Murat, Príncep de l'Imperi, Gran Duc de Clèveris i de Berg, Rei de Nàpols en el nom de Napoleó l'any 1808 (1767-1815), Mariscal de França l'any 1804

- Bon-Adrien Jeannot de Moncey, Duc de Conégliano (1754-1842), Mariscal de França l'any 1804[2]

- Jean-Baptiste Jourdan, Comte de Jourdan (1762-1833), Mariscal de França l'any 1804

- André Masséna, Duc de Rivoli, Príncep de Essling (1758-1817), Mariscal de França l'any 1804

- Pierre Augereau, Duc de Castiglione (1757-1816), Mariscal de França l'any 1804

- Jean Baptiste Jules Bernadotte, Príncep de Pontecorvo, Rei de Suècia i Noruega sota el nom de Carles XIV Joan l'any 1818 (1763-1844), Mariscal de França l'any 1804

- Guillaume Marie-Anne Brune, Comte de Brune (1763-1815), Mariscal de França l'any 1804

- Nicolas Jean de Dieu Soult, Duc de Dalmàcia (1769-1851), Mariscal de França l'any 1804

- Jean Lannes, Duc de Montebello (1769-1809), Mariscal de França l'any 1804

- Édouard Adolphe Casimir Joseph Mortier, Duc de Trévise (1768-1835), Mariscal de França l'any 1804

- Michel Ney, Duc de Elchingen, Príncep de Moscou (1769-1815), Mariscal de França l'any 1804

- Louis Nicolas Davout, Duc de Auertaedt, Príncep de Eckmühl (1770-1823), Mariscal de França l'any 1804

- Jean-Baptiste Bessières, Duc de Istria (1768-1813), Mariscal de França l'any 1804

- François Christophe Kellermann, Duc de Valmy (1737-1820), Mariscal de França l'any 1804

- François Joseph Lefebvre, Duc de Dantzig (1755-1820), Mariscal de França l'any 1804

- Dominique Catherine de Pérignon, Marquès de Pérignon (1754-1818), Mariscal de França l'any 1804

- Jean-Mathieu-Philibert, Comte de Sérurier, (1742-1819), Mariscal de França l'any 1804

- Claude-Victor Perrin, Duc de Bellune (1764-1841), Mariscal de França l'any 1807

- Etienne-Jacques-Joseph-Alexandre MacDonald, Duc de Tarento (1765-1840), Mariscal de França l'any 1809

- Nicolas Charles Oudinot, Duc de Reggio (1767-1847), Mariscal de França l'any 1809

- Auguste Frédéric Louis Viesse de Marmont, Duc de Ragusa (1774-1852), Mariscal de França l'any 1809

- Louis Gabriel Suchet, Duc d'Albufera (1770-1826), Mariscal de França l'any 1811

- Laurent Gouvion Saint-Cyr, Marquès de Gouvion-Saint-Cyr (1764-1830), Mariscal de França l'any 1812

- Joseph Poniatowski, Príncep Poniatowski (1763-1813), Mariscal de França l'any 1813

- Emmanuel, marquès de Grouchy, (1766-1847), Mariscal de França l'any 1815

## La Segona Restauració (1815-1830)

### Set mariscals creats per Lluís XVIII, entre el 1816 i el 1823
- François-Henri de Franquetot, duc de Coigny, (1737-1821), Mariscal de França l'any 1816
- Henri Jacques Guillaume Clarke, duc de Feltre (1765-1818), Mariscal de França l'any 1816
- Pierre Riel, marquès de Beurnonville, (1752-1821), Mariscal de França l'any 1816
- Charles du Houx, marquès de Viomesnil (1734-1827), Mariscal de França l'any 1816
- Jacques Law, marquès de Lauriston (1768-1828), Mariscal de França l'any 1823
- Gabriel, comte de Molitor (1770-1849), Mariscal de França l'any 1823
- Georges Cadoudal (1771-1804) (a títol pòstum)

### Tres mariscals creats per Carles X, entre el 1827 i el 1830
- Louis Aloy de Hohenlohe-Waldenburg-Bartenstein, (1765-1829), Mariscal de França l'any 1827
- Nicolas, marquès de Maison (1771-1840), Mariscal de França l'any 1829
- Louis de Ghaisne, comte de Bourmont (1773-1846), Mariscal de França l'any 1830

## Monaquia de Juliol (1830-1847)

### Deu mariscals creats per Lluís Felip I
- Étienne Maurice, comte Gérard, (1773–1852), Mariscal de França l'any 1830
- Bertrand, comte Clauzel, (1772–1842), Mariscal de França l'any 1831
- Emmanuel, marquès de Grouchy, (1766–1847), Mariscal de França l'any 1831
- Georges Mouton, comte de Lobau, (1770–1838), Mariscal de França l'any 1831
- Sylvain Charles, comte Valée, (1773–1846), Mariscal de França l'any 1837
- François Horace, comte Sébastiani, (1772–1851), Mariscal de França l'any 1840
- Jean-Baptiste Drouet, Comte d'Erlon, (1765–1844), Mariscal de França l'any 1843
- Thomas Robert Bugeaud, Duc d'Isly, (1784–1849), Mariscal de França l'any 1843
- Honoré, comte de Reille, (1775–1860), Mariscal de França l'any 1847
- Guillaume Dode, vescomte de la Brunerie, (1775–1851), Mariscal de França l'any 1847

## Segona República (1848-1852)

### Set mariscals creats per Louis-Napoleon Bonaparte,
- Jérôme Bonaparte, anterior Rei de Westfàlia (1784–1860), Mariscal de França l'any 1850
- Rémi Joseph Isidore Exelmans,Comte Exelmans (1775–1852), Mariscal de França l'any 1851
- Jean Isidore Harispe, comte Harispe (1768–1855), Mariscal de França l'any 1851
- Jean-Baptiste Philibert Vaillant, comte Vaillant (1790 - 1872), Mariscal de França l'any 1851
- Jacques Leroy de Saint Arnaud (1798–1854), Mariscal de França l'any 1852
- Bernard Pierre Magnan (1791–1865), Mariscal de França l'any 1852
- Boniface de Castellane, Marquès de Castellane (1788–1862), Mariscal de França l'any 1852

## Segon Imperi (1852-1870)

### Dotze mariscals creats per Napoleó III
- Achille Baraguey d'Hilliers, Comte Baraguey d'Hilliers (1795–1878), Mariscal de França l'any 1854
- Aimable Pélissier, Duc de Malakoff (1794–1864), Mariscal de França l'any 1855
- Jacques Louis Randon, Comte Randon (1795–1871), Mariscal de França l'any 1856
- François Certain Canrobert (1809–1895), Mariscal de França l'any 1856
- Pierre Bosquet (1810–1861), Mariscal de França l'any 1856
- Patrice Mac-Mahon, duc de Magenta, Mariscal de França l'any 1859
- Auguste Regnaud de Saint-Jean d'Angély (1794–1870), Mariscal de França l'any 1859
- Adolphe Niel (1802–1869), Mariscal de França l'any 1859
- Philippe Antoine d'Ornano, Comte d'Ornano (1784–1863), Mariscal de França l'any 1861
- Élie-Frédéric Forey (1804–1872), Mariscal de França l'any 1863
- François Achille Bazaine (1811–1888), Mariscal de França l'any 1864
- Edmond Lebœuf (1809–1888), Mariscal de França l'any 1870

## Tercera República

### Tres mariscals creats per Raymond Poincaré, entre el 1913 i el 1920
- Joseph Joffre, (1852–1931), Mariscal de França l'any 1916
- Ferdinand Foch, (1851–1929), Mariscal de França l'any 1918
- Philippe Pétain, (1856–1951), Mariscal de França l'any 1918

### Quatre mariscals creats per Alexandre Millerand, entre el 1920 i el 1924
- Joseph Gallieni, (1849–1916), Mariscal de França l'any 1921 (pòstum)
- Hubert Lyautey, (1854–1934), Mariscal de França l'any 1921
- Louis Franchet d'Espèrey, (1856–1942), Mariscal de França l'any 1921
- Émile Fayolle, (1852–1928), Mariscal de França l'any 1921
- Michel-Joseph Maunoury, (1847–1923), Mariscal de França l'any 1923 (pòstum)

## Quarta República

### Tres mariscals creats per Vincent Auriol, entre el 1947 i el 1954
- Jean de Lattre de Tassigny (1889–1952), Mariscal de França l'any 1952 (pòstum)
- Philippe Leclerc de Hauteclocque (1902–1947), Mariscal de França l'any 1952 (pòstum)
- Alphonse Pierre Juin (1888–1967), Mariscal de França l'any 1952

## Cinquena República

### Un mariscal creat per François Mitterrand, entre el 1981 i el 1995
- Marie-Pierre Kœnig (1898–1970) Mariscal de França l'any 1984 (pòstum)